# Pettinellis (álbum)
Pettinellis es el primer álbum de estudio del grupo Pettinellis. Su primera edición fue lanzada en 2002, para luego ser reeditado con bonus tracks en 2004. "Hospital", "Ch, bah, puta la güeá", "Niña (No se va a saber)", "Un hombre muerto en el ring" y "No hables tanto" fueron lanzados como sencillos.
La carátula evoca a imágenes de Quilapayún.
El disco contiene sonidos chilenos, los cuales pasan por los variados estilos, como, cuecas, baladas y rock. Incluye diferentes citas a la cultura tradicional y bohemia, en particular a la cueca chilena. La canción El desquite está compuesta en ritmo y forma de cueca, también  Cuando una madre llora, utiliza el ritmo de cueca con un estilo eléctrico. Las letras hablan de diferentes temáticas sociales y reveladoras, además de temas como la muerte (con Fidel, inspirado en el fallecimiento de su padre Fidel Henríquez), farándula y espectáculos (con No hables tanto) e Idiosincrasia nacional (con Ch, bah, puta la güeá).

## Lista de canciones

### Álbum original
- Todas las canciones escritas y compuestas por Álvaro Henríquez, excepto donde se indique.

| N.º | Título                                           | Escritor(es)                     | Duración |  |
| 1.  | «Hospital»                                       | Álvaro Henríquez, Camilo Salinas | 4:28     |  |
| 2.  | «Niña (No se va a saber)»                        |                                  | 4:28     |  |
| 3.  | «Un hombre muerto en el ring»                    |                                  | 3:25     |  |
| 4.  | «A Go-Go» (Instrumental)                         |                                  | 3:16     |  |
| 5.  | «Asesino bendito»                                |                                  | 3:55     |  |
| 6.  | «Anparax»                                        |                                  | 2:45     |  |
| 7.  | «El desquite»                                    |                                  | 3:33     |  |
| 8.  | «Cuando una madre llora»                         |                                  | 3:02     |  |
| 9.  | «Fidel»                                          |                                  | 3:45     |  |
| 10. | «Vas a ver»                                      |                                  | 4:36     |  |
| 11. | «No hables tanto»                                |                                  | 3:56     |  |
| 12. | «Ch, bah, puta la güeá»                          |                                  | 2:36     |  |
| 13. | «Himno internacional del Liguria» (Instrumental) | Álvaro Henríquez, Camilo Salinas | 2:49     |  |

### Bonus tracks de la reedición de 2004
| N.º | Título                                                | Escritor(es)                                                       | Duración |  |
| 14. | «Sexo con amor»                                       | Álvaro Henríquez, Gonzalo Henríquez, Camilo Salinas, Boris Quercia |          |  |
| 15. | «Tu vuo fa l'americano» (Cantado por Camilo Salinas.) | Renato Carosone                                                    |          |  |
| 16. | «Hospital» (Versión cumbia)                           | Álvaro Henríquez, Camilo Salinas                                   |          |  |
| 17. | «A Go-Go» (Demo)                                      |                                                                    |          |  |
| 18. | «Asesino bendito» (Demo)                              |                                                                    |          |  |
| 19. | «Ch, bah, puta la güeá» (Demo)                        |                                                                    |          |  |
| 20. | «Liguria/Hospital» (Demo)                             | Álvaro Henríquez, Camilo Salinas                                   |          |  |
| 21. | «Cuando una madre llora» (Demo)                       |                                                                    |          |  |
| 22. | «El desquite» (Versión original)                      |                                                                    |          |  |
| 23. | «Anparax» (Demo)                                      |                                                                    |          |  |

## Sencillos
- 2002 - «Hospital»
- 2002 - «Ch, bah, puta la güeá»
- 2002 - «Un hombre muerto en el ring»
- 2002 - «No hables tanto»
- 2003 - «Niña»[5]

## Videos
- 2002 - Ch bah puta la güeá
  - Con la participación de: Liliana García, Tichi Lobos, Loreto Valenzuela, Carolina Arregui, Javiera Contador y Rosita Nicolet, además de Los Bunkers[6] y por ese entonces una desconocida Mey Santamaría.
- 2002 - Un hombre muerto en el ring
- 2002 - Hospital
- 2002 - No hables tanto
  - Con la participación de: Jorge González

## Créditos

### Pettinellis
- Álvaro Henríquez - Voz, Coros, Guitarra, Sampler Korg Electribe, en Ch, bah, puta la güeá[7]
- Camilo Salinas - Órgano Farfisa, acordeón, piano, coros, voz en "Tu vuo fa l'americano"
- Pedro Araneda - Bajo
- Nicolás Torres - Batería

### Producción
- Antonio Larrea - Fotografía[1]
- Vicente Larrea y Luis Albornoz - Diseño[1]